# FC Viktoria 1889 Berlin
FC Viktoria 1889 Berlin Lichterfelde-Tempelhof (ook wel Viktoria 89 Berlin) is een Duitse sportvereniging uit Berlijn. De club kwam tot stand op 1 juli 2013 door een fusie tussen Berliner FC Viktoria 1889 en LFC Berlin.

## Geschiedenis

### BFC Viktoria 1889
Viktoria werd opgericht in 1889 en was lange tijd een van de toonaangevende clubs uit de hoofdstad. In 1908 en 1911 werd de club landskampioen en in 2007 kreeg de club ook 113 jaar na datum de eerste landstitel uit 1894 toegewezen. De club verzeilde in lagere reeksen en was de laatste jaren aan een comeback bezig. Na een terugkeer naar de Oberliga Nordost in 2011 kon de club in 2013 promotie afdwingen naar de Regionalliga waar de fusieclub de plaats inneemt.

### LFC Berlin
LFC gaat terug op het in 1892 opgerichte FV Brandenburg 1892 dat na enkele fusies de naam LFC Berlin aannam. Sinds 1991 was de club met uitzondering van 2004 tot 2006 actief in de Oberliga Nordost.

### Fusie
Reeds in 2002 waren er plannen om te fuseren, maar dit lukte toen niet. In maart 2013 werd een nieuwe poging ondernomen. Het doel van de fusie is om na Hertha BSC en 1. FC Union Berlin de derde club van de stad te worden. Eind mei keurden beide clubs de fusie goed, die op 1 juli officieel werd. Na een respectabele achtste plaats in 2014 werd de club laatste in 2015, maar werd van degradatie gered door het faillissement van VFC Plauen en de terugtrekking van het tweede elftal van 1. FC Union Berlin. Na een plaats in de middenmoot werd de club vierde in 2017. Door financiële problemen kreeg de club eind 2018 negen strafpunten, maar bleef wel uit de gevarenzone. 
Na een achtste plaats in 2020 ging de club uitstekend van start in 2020/21 door elf opéénvolgende wedstrijden te winnen. Hierna werd de competitie stopgezet vanwege de coronacrisis in Duitsland. De competitie werd niet meer hervat en er werd beslist om de club te laten promoveren naar de 3. Liga. 
- 2014 8e
Regionalliga
- 2015 15e
Regionalliga
- 2016 12e
Regionalliga
- 2017 4e
Regionalliga
- 2018 13e
Regionalliga
- 2019 11e
Regionalliga
- 2020 8e
Regionalliga
- 2021 1e
Regionalliga
- 2022 17e
3. Liga
- 2023 12e
Regionalliga
- 2024 3e
Regionalliga
- 2025 17e
Regionalliga

- Niveau 3
- Niveau 4

| Legenda niveautijdlijn | Legenda niveautijdlijn      | Legenda niveautijdlijn      | Legenda niveautijdlijn      | Legenda niveautijdlijn    | Legenda niveautijdlijn |
| Liga                   | Seizoen 1963/64 t/m 1973/74 | Seizoen 1974/75 t/m 1993/94 | Seizoen 1994/95 t/m 2007/08 | Seizoen 2008/09 tot heden | Opmerking              |
| ---------------------- | --------------------------- | --------------------------- | --------------------------- | ------------------------- | ---------------------- |
| Bundesliga             | Niveau I                    | Niveau I                    | Niveau I                    | Niveau I                  |                        |
| 2. Bundesliga          | --                          | Niveau II                   | Niveau II                   | Niveau II                 |                        |
| 3. Liga                | --                          | --                          | --                          | Niveau III                |                        |
| Regionalliga           | Niveau II                   | --                          | Niveau III                  | Niveau IV                 |                        |
| Oberliga               | --                          | Niveau III *                | Niveau IV                   | Niveau V                  | * vanaf 1978/79        |

Oberliga Nordost-Nord:
Berliner AK 07 ·
SV Tasmania Berlin ·
Tennis Borussia Berlin ·
TuS Makkabi Berlin · 
FC Viktoria 1889 Berlin ·
SD Croatia ·
SG Union Klosterfelde ·
SV Lichtenberg 47 ·
SV Sparta Lichtenberg ·
Eintracht Mahlsdorf · 
TSG Neustrelitz · 
FSV Optik Rathenow ·
Hansa Rostock II ·
Dynamo Schwerin ·
SV Siedenbolletin ·
SC Staaken · 
FC Anker Wismar

Oberliga Nordost-Süd:
VfB Auerbach 1906 ·
FSV Budissa Bautzen · 
Bischofswerdaer FV 08 ·
SC Freital ·
VfB Empor Glauchau ·
FC Grimma · 
VfB Germania Halberstadt ·
VfL Halle 1896 · 
1. SC 1911 Heiligenstadt ·
VfB Krieschow ·
VFC Plauen ·
FC Einheit Rudolstadt · 
SG Union Sandersdorf · 
RSV Eintracht 1949 · 
1. FC Lok Standal ·
FC Einheit Wernigerode